# Денні Фор
Денні Фор — політичний і державний діяч держави Сейшельські Острови, президент Сейшельських Островів в період 2016—2020 років.

## Життєпис
Народився 8 травня 1962 р. у м. Кілембе, Уганда в сім'ї вихідців з Сейшельських Островів. Початкову та середню освіту отримав на Сейшелах, вищу — на Кубі. З 1985 р. почав працювати в міністерстві освіти Сейшелів. У 1993 р. вперше став депутатом парламенту країни, з 1998 — міністр освіти. З 2006 — міністр фінансів Сейшелів, з 1 липня 2010 р. — віце-президент Сейшельських Островів. У зв'язку з тим, що президент Джеймс Мішель добровільно подав у відставку до завершення строку своїх повноважень, 16 жовтня 2016 Фор вступив на посаду президента держави. Денні Фор — член Народної партії.
У вересні 2018 р. Д. Фор відвідав з візитом КНР, де взяв участь в самміті КНР-Африка.